# Teodoro Comneno Ducas
Teodoro Comneno Ducas (en griego: Θεόδωρος Κομνηνὸς Δούκας, romanizado: Theodōros Komnēnos Doukas, en latín: Theodore Comnenus Ducas; c. 1180-c. 1253) fue gobernante de Epiro y Tesalia de 1215 a 1230 y de Tesalónica y la mayor parte de Macedonia y Tracia Occidental desde 1224 hasta 1230. También fue el poder detrás del trono de sus hijos Juan y Demetrio sobre Tesalónica entre 1237 y 1246.
Teodoro descendía de una distinguida familia aristocrática bizantina emparentada con las dinastías imperiales Comneno, Ducas y Ángelo. Sin embargo, no se sabe nada sobre su vida anterior a la conquista de Constantinopla y la disolución del Imperio bizantino por la cuarta cruzada en 1204. Después de la caída de Constantinopla, sirvió a Teodoro I Láscaris, fundador del Imperio de Nicea, durante unos años antes de ser llamado a Epiro, donde su medio hermano bastardo Miguel I Comneno Ducas había fundado un principado independiente. Cuando murió en 1215, Teodoro dejó de lado al hijo ilegítimo y menor de edad de su hermano, Miguel II, y asumió el gobierno del Estado epirota. Continuó la política de expansión territorial de su predecesor. Aliado con Serbia, expandió sus dominios sobre Macedonia, lo que amenazaba al Reino de Tesalónica. La captura del emperador latino Pedro II de Courtenay en 1217 le abrió el camino al cerco gradual de Tesalónica, que culminó con la caída de la ciudad en 1224.
Como gobernante de Tesalónica, se declaró pronto emperador, y desafió las pretensiones del emperador de Nicea Juan III Ducas Vatatzés al trono imperial bizantino. En 1225, avanzó a las afueras de Constantinopla, pero su ataque final contra la capital del reducido Imperio latino se retrasó hasta 1230. En ese año, reunió un ejército para sitiar Constantinopla, pero luego lo desvió contra Bulgaria, un aliado ambiguo que amenazaba su flanco norte. Teodoro fue derrotado y capturado en la batalla de Klokotnitsa, y pasó los siguientes siete años en cautiverio. Mientras tanto, su hermano Manuel lo sucedió. Pero este en poco tiempo perdió Tracia, la mayor parte de Macedonia y Albania ante el zar Iván Asen II. La propia Tesalónica se volvió un vasallo búlgaro, mientras que el poder en Epiro recayó en manos de Miguel II, quien regresó de su exilio. 
Teodoro fue liberado en 1237 cuando su hija Irene se casó con Iván Asen II, y sin demora logró recuperar el control de Tesalónica cuando derrocó a Manuel. Había sido cegado durante su cautiverio y, por lo tanto, no era capaz de ocupar el trono nuevamente e instaló a su hijo mayor Juan como emperador, pero continuó como el regente de facto del Estado. Su hermano intentó recuperar su trono con el apoyo de Nicea, pero se llegó a un acuerdo en el cual recibió Tesalia y dejó Tesalónica y sus alrededores a Teodoro y Juan. En 1241, Juan III lo invitó a visitar Nicea. Fue recibido y tratado con gran honor, pero de hecho lo detuvieron hasta la primavera del siguiente año, cuando los nicenos iniciaron una campaña militar contra Tesalónica con Teodoro a cuestas. El emperador lo envió a negociar con su hijo y convencerlo de aceptar la degradación al rango de déspota y reconocer la soberanía de Nicea. Juan murió en 1244 y sería sucedido su hermano Demetrio. En 1246, los nicenos derrocaron al impopular Demetrio y anexaron Tesalónica. Teodoro influyó en su sobrino Miguel II para lanzar un ataque contra Tesalónica en 1251, pero en 1252, Juan III realizó una campaña contra estos y obligó a Miguel II a llegar a un acuerdo. Teodoro fue hecho prisionero y enviado al exilio en Nicea, donde murió alrededor de 1253.

## Orígenes y carrera militar
Nacido entre 1180 y 1185, Teodoro era hijo del sebastocrátor Juan Ducas y de Zoe Ducas. Sus abuelos paternos fueron Constantino Ángelo y Teodora, hija del emperador bizantino Alejo I Comneno. Su tío, Andrónico, fue padre de los emperadores Isaac II Ángelo y Alejo III Ángelo. Como la mayoría de los miembros de su familia, prefirió usar el apellido de «Ducas» o «Comneno Ducas» (Κομνηνὸς ὁ Δούκας); sus contemporáneos lo llamaron «Ducas», «Comneno» o incluso «Gran Comneno» (μέγας Κομνηνός), una denominación que se encuentra con mayor frecuencia entre la familia gobernante del Imperio de Trebisonda. Teodoro como es lógico prefirió estar asociado con las prósperas dinastías de los Ducas y los Comneno, en lugar de los Ángelo, que gobernaron de manera desastrosa; de hecho, los únicos escritores medievales que lo llamaron «Ángelo» fueron los escritores posteriores Teodoro Escutariota y Jorge Acropolita, aunque este último lo menciona como «Comneno» hasta su derrota en Klokotnitsa en 1230 y como «Ángelo» después.
Los primeros años de Teodoro fueron sombríos. Después de que la cuarta cruzada capturara Constantinopla en 1204, siguió a Teodoro Láscaris a Asia Menor, donde este fundó el Imperio de Nicea. Su servicio bajo Láscaris es bastante desconocido, excepto por una breve referencia en una carta escrita por el metropolitano de Corfú, Jorge Bardanes, uno de los apologetas de Teodoro. Bardanes escribe que «tomó muchos peligros por su bien y arrebató muchas fortalezas a los enemigos y los sometió al gobierno de Láscaris», además se distinguió por su valor y recibió muchas recompensas del gobernante de Nicea. Algunos académicos modernos, como Karl Hopf y Antoine Bon, han identificado a un cierto Teodoro, que aparece como «señor de Argos» y sucesor de León Esguro en acaudillar la resistencia contra los cruzados (o latinos) en el noroeste del Peloponeso después de su muerte en 1208, con Teodoro Comneno Ducas. Esta opinión ha sido cuestionada por Raymond-Joseph Loenertz, quien argumenta que no hay evidencia para tal suposición y que, a la inversa, está bien establecido que este servía a Nicea en ese momento.
Alrededor de 1210, fue invitado por su medio hermano bastardo Miguel I Comneno Ducas a Epiro, donde había fundado un principado griego independiente. Miguel I quería su apoyo, ya que su único hijo, el futuro Miguel II Comneno Ducas, era menor de edad e ilegítimo, mientras que consideraba a sus otros medios hermanos carentes de capacidad para gobernar. Láscaris permitió que partiera, pero le extrajo un juramento de lealtad a sí mismo y a sus herederos. Antes de ir a Epiro, se casó con María Petralifas, con quien tuvo cuatro hijos.

## Gobernante de Epiro

Expansión del Estado epirota durante los reinados de Miguel I y Teodoro Comneno Ducas.

A partir de 1210, Miguel I se dedicó a la expansión territorial, sobre todo a expensas del Reino de Tesalónica, al este; después de reveses iniciales, conquistó gran parte de Tesalia. En 1214, Dirraquio y Corfú también se habían recuperado de los latinos. La visión tradicional de los historiadores es que estos eventos marcaron su repudio a la lealtad que había jurado al Imperio latino, pero el historiador Filip Van Tricht sostiene que tanto Miguel I como más tarde Teodoro continuaron como vasallos, al menos en teoría, hasta 1217. Su medio hermano fue asesinado por un sirviente a finales de 1214 o en 1215. Como Miguel II era ilegítimo y demasiado joven, Teodoro no tuvo problemas para apartar del poder al niño. Según la hagiografía de santa Teodora de Arta, el niño y su madre estuvieron exiliados en el Peloponeso durante todo el reinado de su tío.

### Relaciones con Serbia y Nicea
Teodoro era capaz y demasiado ambicioso. A pesar de su juramento a Láscaris, aspiraba no solo a expandir su Estado a expensas de Tesalónica, sino a recuperar al final Constantinopla y resurgir el Imperio bizantino con él mismo como su gobernante. Para asegurar su flanco norte, se alió con Serbia y los clanes albaneses. El Principado de Arbanon ya había entrado en la órbita política epirota bajo Miguel I, y se desarrollaron vínculos más estrechos cuando su gobernante, Dhimitër Progoni, murió en 1215, y lego su principado a su viuda, quien se volvió a casar al año siguiente con un magnate griego, Gregorio Kamonas. Contra los serbios, abandonó el intento de su predecesor sobre continuar con la expansión hacia el norte en Zeta, y en su lugar buscó una alianza con el príncipe serbio Esteban I Nemanjić que estaba dirigida a mantener a los búlgaros bajo control. Los lazos entre Epiro y Serbia se solidificaron con el matrimonio del hermano de Teodoro, Manuel Comneno Ducas, con una de las hermanas de Esteban II hacia 1216. Este último luego buscó casar a uno de sus hijos, con toda probabilidad su hijo mayor y heredero, Esteban Radoslav, con la segunda hija de Miguel I, Teodora. El arzobispo de Ohrid, Demetrio Comateno, se negó a consagrar el matrimonio por problemas de consanguinidad; Teodora era prima segunda de la madre de Esteban Radoslav, Eudoxia Ángelo, hija de Alejo III Ángelo. En 1217, Esteban I trató de eludir esto cuando sugirió casarse con la media hermana de Teodora, María, pero Comateno también vetó esta propuesta por motivos similares. Finalmente, su hijo se casó con la hija primogénita de Teodoro, Ana, en el invierno de 1219 o 1220.
Con su posición así fortalecida, Teodoro expandió su territorio hacia el norte de Macedonia, aunque es posible que al menos parte de esta región ya hubiera sido capturada por Miguel I después de la muerte de Strez, gobernante local búlgaro, en 1214. No está claro en qué medida sus conquistas implicaron un conflicto directo con el zar Boril de Bulgaria, pero en 1217 ocupó Ohrid, Prilep y la mayor parte de la llanura de Pelagonia, al menos hasta la antigua capital de Strez en Prosek, y probablemente más allá, hasta las cercanías del río Estrimón. Como ha señalado el historiador griego Konstantinos Varzos, la captura de Ohrid, sede del arzobispado homónimo, era de particular importancia para la posición del Estado epirota y las aspiraciones de su gobernante. Teodoro patrocinó la elección del distinguido canonista Comateno al trono arzobispal en 1217, y este devolvería ese apoyo con su firme defensa de las pretensiones epirotas sobre la herencia imperial bizantina frente a los reclamos rivales de Nicea.

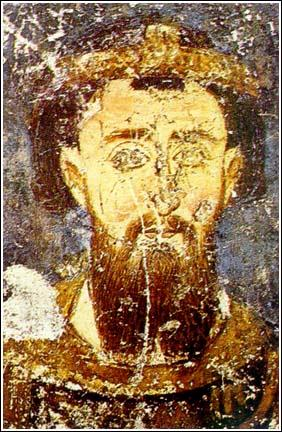
Imagen de Esteban I Nemanjić en un fresco del, procedente del monasterio de Mileševa.

Después de la cuarta cruzada, el clero ortodoxo de los dos principales estados griegos, Epiro y Nicea, se había separado de hecho. En 1208, los nicenos convocaron un sínodo y eligieron a Miguel Autoriano como sucesor de la sede vacante del Patriarca de Constantinopla. La elección fue poco canónica y, por lo tanto, de cuestionable legitimidad. Esto a su vez significó que el título imperial de Láscaris también podría impugnarse, ya que había sido coronado por el mismo Autoriano. Ya bajo Miguel I, habían surgido dos sínodos locales de obispos en los dominios epirotas para llevar a cabo la administración de la Iglesia, en gran parte independiente del patriarca, uno en Naupacto bajo Juan Apocauco y el otro en Ohrid bajo Comateno. Comateno, de mayor ambición, pronto devino en el obispo «occidental» preeminente y buscó fortalecer la autonomía epirota de facto en los asuntos eclesiásticos, incluido al momento de nombrar obispos para las sedes locales sin la interferencia del patriarca. Esta política, que encajaba con las ambiciones de independencia y rivalidad de Teodoro hacia Nicea, llevó a las dos ramas de la Iglesia griega a una disputa abierta, ya que el patriarca Manuel I Saranteno, con su sede en Nicea, comenzó a nombrar obispos propios para las sedes en Epiro, a quienes sus habitantes se negaron a aceptar. A pesar de sus estrechos vínculos con Teodoro, Esteban I Nemanjić aprovechó su rivalidad con Láscaris para asegurar la autocefalia de la Iglesia serbia, que por lo general había estado bajo la jurisdicción del arzobispo de Ohrid. Cuando hizo caso omiso a las vehementes objeciones de Comateno, Esteban I logró que su hermano Rastko, rebautizado como Sava, fuera consagrado por Manuel I Saranteno como arzobispo autocéfalo de Serbia en 1219. Teodoro tuvo cuidado de que las disputas de los eclesiásticos no afectaran sus cordiales relaciones con el gobernante serbio.
El avance de Teodoro hacia Macedonia inquietó a otro hombre de influencia local, Alejo Eslavo, señor de Mélnik. Enemigo jurado de Boril, había sido abandonado por su antiguo aliado, el emperador latino, Enrique de Flandes, quien en 1213 se alió con Bulgaria. Al enfrentarse también a un posible ataque por parte de los epirotas, Alejo ahora prefirió hacer una causa común con su gobernante y se casó con una sobrina de la esposa de Teodoro.

### Captura de Pedro II de Courtenay
Los éxitos epirotas en Macedonia preocuparon a los latinos, ya que abrieron el camino a otro ataque contra Tesalónica. El Reino de Tesalónica se había debilitado mucho después de la muerte de su fundador, Bonifacio de Montferrato, en 1207, desde el cual era gobernado por una regencia para su hijo menor Demetrio. Cuando interrumpió una campaña contra los nicenos en Asia Menor, Enrique de Flandes se apresuró a partir a Tesalónica; contacto con Boril y se preparó para marchar contra Teodoro cuando murió de manera repentina el 11 de junio de 1216, quizás de malaria, aunque también se ha sugerido que lo envenenó su segunda esposa María de Bulgaria. La muerte del belicoso Enrique, seguida del papa Inocencio III, el instigador de la cuarta cruzada, un mes después, fue un gran golpe de buena suerte para Teodoro, ya que eliminó a dos de sus oponentes más importantes y capaces.

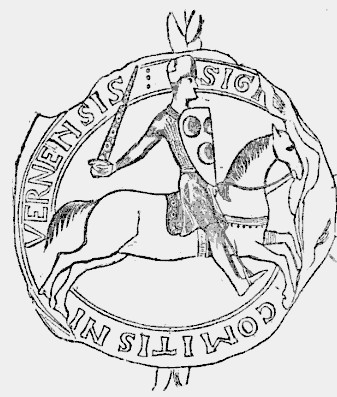
Sello de Pedro II de Courtenay.

Los barones del Imperio latino eligieron a Pedro II de Courtenay, primo del rey Felipe II de Francia, como sucesor de Enrique. Al recibir noticias de su elección, Pedro reunió un pequeño ejército de ciento sesenta caballeros y cinco mil quinientos hombres a pie y a caballo, y partió de Francia. Después de ser coronado por el papa Honorio III en Roma, zarpó de Bríndisi en abril de 1217. Desembarcó en Dirraquio, que había prometido conquistar y devolver a Venecia, mientras su esposa Yolanda de Flandes navegaba hacia Constantinopla. Como en la invasión normanda de Guillermo II de Sicilia en 1185, tenía la intención, después de capturar Dirraquio, de seguir la antigua Vía Egnatia hasta Tesalónica, y arrebataría Albania y Macedonia del control epirota en el proceso.
La versión aceptada de los eventos es que Dirraquio resistió con éxito, y cuando aumentaron sus bajas, Pedro II se vio obligado a levantar el sitio y comenzar su marcha hacia Tesalónica. La marcha resultó difícil, tanto por la dureza del terreno como por la abierta hostilidad de la población local; las fuentes occidentales, los Annales Ceccanenses, Ricardo de San Germano, Philippe Mouskes y el continuador de Roberto de Auxerre, también subrayan la lealtad de los población albanesa local al gobernante de Epiro. Después de unos días, Teodoro decidió confrontar con su ejército a Pedro II; solicitó conversaciones con el legado papal, Giovanni Colonna, a quien aseguró su buena voluntad y apoyo. Las fuentes occidentales afirman que se ofreció a reconocer la primacía de la Iglesia católica y la soberanía del Imperio latino —así como de apoyar a Pedro en su participación planificada en la quinta cruzada—, y también les brindo comida y guías a través de las montañas. El emperador latino se alegró de recibir esta ayuda inesperada y se llegó a un acuerdo entre los dos. Tan pronto como los latinos bajaron la guardia, Teodoro cayó sobre ellos. Pedro, Colonna, el obispo latino de Salona, el conde Guillermo I de Sancerre y muchos nobles latinos fueron llevados cautivos, mientras que el ejército se dispersó en pequeñas bandas itinerantes que intentaban sobrevivir. Acropolita, el cronista Efraín y algunas fuentes occidentales, por otro lado, afirman que Dirraquio fue capturado, y son seguidos por algunos académicos modernos, incluido el griego I. D. Romanos y el francés Alain Ducellier. Según este punto de vista, Teodoro se ofreció a reconocer la soberanía de Pedro después de la caída de la ciudad, solo para emboscarlo y derrotarlo. Como señala el historiador John Van Antwerp Fine, «no importa qué versión sea la correcta»; el resultado fue el mismo, y si se perdía, Dirraquio sería reconquistada después de la captura del emperador latino.
Según Philip Van Tricht, sus acciones fueron motivadas por varios factores, que lo llevaron a considerar a Pedro II como una amenaza para su persona y su principado. El intento de devolver Dirraquio a Venecia, incluso si había fracasado por el momento, era un mal augurio para el futuro. El reconocimiento de Pedro II de los derechos del medio hermano de Demetrio, Guillermo VI de Montferrato sobre Tesalónica, abrió el camino para que este se hiciera con el poder, y Teodoro no quería ver fortalecida a Tesalónica, cuyos gobernantes todavía reclamaban soberanía sobre Epiro, en particular dada la presencia de su sobrino exiliado Miguel II en la corte del Principado de Acaya. Al mismo tiempo, sus cortesanos estaban resentidos por la creciente interferencia papal en los asuntos griegos, en especial a raíz de la misión del cardenal Pelagio, el anterior legado papal en Constantinopla, cuyas acciones profundizaron todavía más la brecha entre griegos y latinos.

### Guerras con los latinos y conquista de Tesalónica
Cualquiera que sea el verdadero curso de los acontecimientos, la inesperada victoria de Teodoro resonó en todo el mundo griego y mejoró de manera enorme su posición; incluso el hostil Acropolita se vio obligado a admitir en su historia que esta hazaña fue «de gran ayuda para los romanos». Por el contrario, esto consternó a Honorio III, que envió cartas a los príncipes latinos de Grecia, así como al dux de Venecia y al yerno de Pedro II, Andrés II de Hungría, y los exhortó a comprometerse en asegurar su liberación y la de Colonna. Incluso escribió a Andrés II y a los obispos franceses para organizar una cruzada, con la que también amenazó a Teodoro en una carta. Con los primeros contingentes de la cruzada reunidos en Ancona a finales de 1217, y los venecianos deseosos de sacar provecho de la cruzada para recuperar Dirraquio, la presión dio sus frutos: en marzo de 1218, Colonna fue liberado y, el gobernante epirota ofreció sus disculpas y garantías de lealtad al papa. Honorio III luego cambió su política hasta el punto de prohibir que el dux de Venecia lo dañara en lo más mínimo, con la esperanza de asegurar la liberación de más prisioneros. Aunque algunos de los barones menores fueron liberados, Pedro II y muchos de los señores más importantes permanecieron en cautiverio hasta su muerte. Se desconoce cuándo murió, pero probablemente sería antes de septiembre de 1219.
La captura del emperador latino dejó a los dos principales Estados latinos del norte de Grecia, Tesalónica y Constantinopla, en manos de mujeres regentes. Antes de llegar a Constantinopla, donde dio a luz al hijo póstumo de Pedro II, Balduino II, Yolanda se detuvo en el Peloponeso. En aquel lugar llegó a apreciar la riqueza y la fuerza del Principado de Acaya, y dispuso el matrimonio de su hija Inés con el heredero del principado, Godofredo II de Villehardouin. Yolanda, gobernante de astucia política, también aseguró su frontera oriental cuando ofreció a su otra hija, María de Courtenay, en matrimonio con Láscaris, que acababa de enviudar por segunda vez.
Antes de lanzar su ataque final contra el Reino de Tesalónica, Teodoro también se ocupó de asegurar su flanco sur, al nombrar a su hermano Constantino Comneno Ducas como gobernador en Etolia y Acarnania. Constantino, un gobernador enérgico, no solo protegió con eficacia los dominios epirotas de la amenaza del Ducado de Atenas, sino que pronto recuperó Neopatras y Lamía también. El propio Teodoro centró su atención en erradicar Tesalia de cualquier presencia latina restante, lo que culminó con la rendición del gran castillo de Platamon en 1218. Durante los años siguientes, una por una, capturó las fortalezas alrededor de la misma Tesalónica. Platamon controlaba la entrada al golfo Termaico y, con la rendición de Serres a finales de 1221, también cortó la conexión terrestre entre los Estados latinos. Tesalónica quedó así, en palabras de John Fine, «más o menos una isla en medio de las posesiones de Teodoro».
Como la caída del reino parecía inminente, Honorio III excomulgó a Teodoro y ordenó un embargo de caballos, tropas y suministros de los puertos del Adriático y envió cartas a Constantinopla en las cuales solicitaba que apoyara a Demetrio. Este último viajó a Italia en busca de ayuda; el papa lo recibió en Roma en marzo de 1222 y el emperador Federico II Hohenstaufen poco después. Se proclamó una cruzada contra Epiro y las tropas comenzaron a reunirse en Italia. Mientras tanto, el Imperio latino, ahora gobernado por Roberto de Courtenay, se vio envuelto una vez más en la guerra con Nicea, ya que apoyó a los hermanos de Láscaris en su desafío contra el nuevo emperador, Juan III Ducas Vatatzés. Los primeros destacamentos de la cruzada reunidos, bajo el mando del conde Oberto II de Biandrate, llegaron a Tesalónica en el verano de 1222 y se unieron al regente de facto, Guido Pallavicini. Teodoro apresuró ahora su movimiento contra el reino. Después de las operaciones preliminares a finales de 1222, sitió la ciudad de Tesalónica a principios de 1223. Honorio III lo excomulgó de nuevo y redobló sus esfuerzos para promover la cruzada, que se había estancado mientras tanto. A instancias del papa, Venecia y el emperador Federico II prometieron su asistencia. Roberto también se comprometió a prestar auxilio, mientras que el papa pidió a los príncipes latinos del sur de Grecia que se unieran al esfuerzo. La cruzada finalmente se reunió en Bríndisi en marzo de 1224. Sin embargo, en sus instrucciones a su legado, Honorio III no descartó la posibilidad de que Teodoro llegara a un acuerdo con los cruzados. Fiel a su palabra, en abril de 1224, Roberto envió un ejército para sitiar Serres. Durante el asedio, los generales latinos se enteraron de la desastrosa derrota de su principal ejército a manos de Vatatzés en la batalla de Pemaneno. Levantaron el sitio y se apresuraron a regresar a Constantinopla, solo para ser interceptados por los soldados epirotas; la mayor parte del ejército latino fue asesinado o hecho prisionero.
Este doble desastre destruyó los planes del papa para la cruzada, ya que había previsto que desembarcara en la retaguardia de Teodoro mientras este combatía con el ejército de Roberto. Al mismo tiempo, el futuro jefe de la expedición, Guillermo VI, cayó enfermo. En noviembre, Honorio III se vio obligado a posponer sus planes para la próxima primavera. Con la noticia de las derrotas latinas y el aplazamiento del ejército de socorro, los exhaustos defensores de Tesalónica entregaron la ciudad a los epirotas en algún momento de diciembre de 1224. La cruzada de apoyo zarpó en marzo de 1225 y desembarcó en Tesalia en Almyrós. El ejército pronto fue diezmado por la disentería, quizás porque los griegos habían envenenado el suministro de agua local. El mismo Guillermo VI sucumbió ante la enfermedad, y los restos del ejército abandonaron Grecia. Demetrio de Montferrato todavía esperaba recuperar su reino con la ayuda de Federico II, pero murió en 1227.

## Emperador de Tesalónica

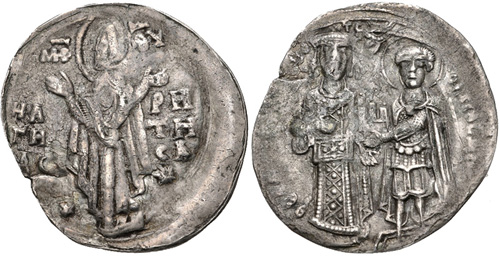
Moneda trachy de vellón de Teodoro como emperador de Tesalónica.

La conquista de Tesalónica, que era considerada la segunda ciudad del Imperio bizantino después de la capital, fue un golpe importante contra los latinos y aumentó la posición de Teodoro, tanto que ahora se consideraba superior a Vatatzés, y reclamó el título imperial al calzarse las botas púrpuras reservadas para los emperadores. De hecho, uno de sus principales partidarios, el eminente metropolitano de Naupacto, Juan Apocauco, declaró en una carta al patriarca en 1222 que los epirotas ya consideraban a su gobernante como su «regente y emperador enviado por Dios», y después escribió a la esposa de Teodoro en expresar la esperanza de que pudiera ayudar en su coronación imperial en Tesalónica.

### Controversia de su coronación con Nicea
Según la costumbre bizantina, la coronación de un emperador solo podía tener lugar en Constantinopla y ser realizada por el patriarca; sin embargo, Constantinopla todavía estaba en manos latinas, y el patriarca, ahora Germano II, residía en Nicea. Por tanto, Teodoro se dirigió al metropolitano de Tesalónica, Constantino Mesopotamita, a quien acababa de devolver a su sede después de eliminar al prelado latino. Sin embargo, Mesopotamita reconoció al patriarca de Nicea como legítimo y se rehusó a realizar el rito, a pesar de la presión de Teodoro, su hermano Constantino y Juan Apocauco. En lugar de someterse, prefirió volver al exilio. En respuesta, en marzo de 1225, se convocó un concilio de obispos en Arta, presidido por Apocauco. El concilio aprobó una declaración, compuesta por este último, que ensalzaba los logros del gobernante epirota contra los latinos y búlgaros, su liberación de tierras griegas, el desalojo de sacerdotes católicos y la restauración de los obispos ortodoxos, y su ascendencia imperial, y declaró que el concilio solo lo reconocía como emperador. Armado con esta declaración, Teodoro hizo que el leal arzobispo de Ohrid, Demetrio Comateno, realizara la coronación en su lugar.
Aunque parece haber asumido el título imperial casi inmediatamente después de la caída de Tesalónica, se desconoce la fecha de su coronación real. El académico francés Lucien Stiernon lo ubica en el período comprendido entre junio de 1227 y abril de 1228, pero el griego Apostolos D. Karpozilos lo rechaza, y argumenta que Teodoro no tenía ninguna razón obvia para retrasar su coronación durante tanto tiempo, y sugirió que fue coronado en 1225, luego del concilio de Arta. Eleni Bees-Seferli por otro lado, que se apoya en las cartas de Apocauco, sugiere una fecha entre el 3 de abril y agosto de 1227, mientras que Alkmini Stavridou-Zafraka ha reducido la fecha al 29 de mayo de 1227.
Como correspondía a un emperador bizantino, Teodoro comenzó a establecer una corte en su nueva capital y distribuyó los títulos habituales de la corte a sus parientes y seguidores. No se sabe mucho sobre los hombres que formaron parte de su régimen; la mayor parte de la información disponible proviene de los escritos de Comateno. Sus hermanos, Manuel y Constantino, recibieron el título de déspota, Juan Plito, quien lo sirvió por muchos años, devino en panhipersebasto y mesazonte (primer ministro), y un número de descendientes de antiguas familias aristocráticas bizantinas, que habían buscado refugio en Epiro, fueron designados como gobernadores provinciales junto con miembros de la aristocracia local. El título de dux se utilizó, pero a diferencia de épocas anteriores, estos eran en su mayoría gobernadores civiles con poca autoridad militar. Teodoro otorgó títulos con tal generosidad que títulos anteriormente exclusivos, como sebasto o megalodoxotato, fueron devaluados y pasaron a ser propiedad de notables de la ciudad. Sus rivales de Nicea, en particular Acropolita, se burlaron por la forma fortuita en que confería dichos títulos e ignorando las viejas costumbres de Constantinopla, como si fuera «un búlgaro o más bien un bárbaro». Para asegurar su nueva capital, instituyó una guardia de «tsakones» bajo el mando de un castrofilax.

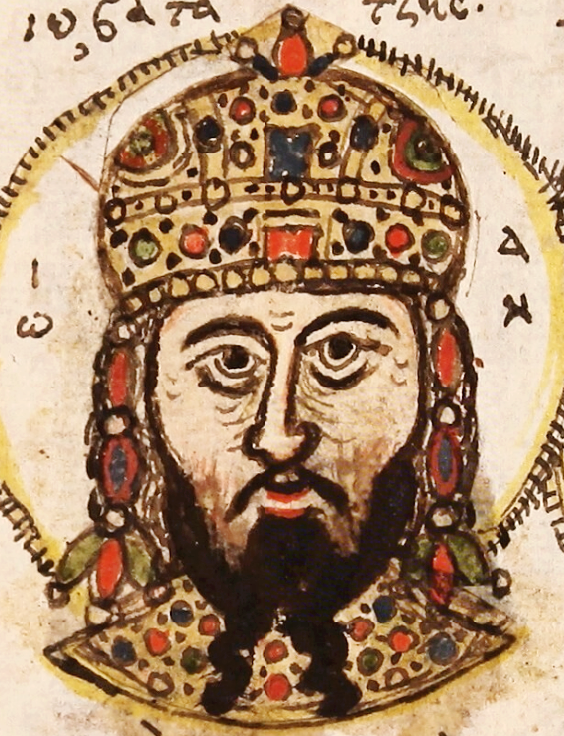
Juan III Ducas Vatatzés, emperador de Nicea, según un manuscrito del del Epitomé historion de Juan Zonaras.

Juan III Ducas Vatatzés en un principio reaccionó a su proclamación como emperador y ofreció reconocerlo como una especie de virrey en sus tierras, pero rechazó esto y asumió públicamente la titulación completa de los emperadores bizantinos, como «basileo y autócrata de los romanos». La coronación del soberano epirota profundizó la brecha entre los griegos occidentales y orientales, que una vez más se expresó en la esfera eclesiástica. Al principio, los nicenos intentaron limitar la culpa a Comateno: aunque el patriarca Germano II escribió con respeto del propio Teodoro, expresó su indignación por la presunción de Comateno de usurpar el privilegio patriarcal de coronar a un emperador, mientras que este afirmaba que, como sucesor de la antigua sede de Justiniana Prima, era un prelado independiente y tenía la autoridad para hacerlo.
En 1227, un sínodo de obispos epirota en Arta intentó llegar a un acuerdo; reconocerían la autoridad general del patriarca en Nicea, pero solicitaron autonomía administrativa, es decir, el derecho de Teodoro a nombrar obispos en sus dominios. Le dieron al patriarca tres meses para responder, y sugirieron que si no prestaba atención a sus propuestas, podrían verse obligados a reconocer la supremacía del papa. Germano II respondió con un sínodo patriarcal que condenó las afirmaciones de Teodoro sobre el título imperial. El conflicto se intensificó el patriarca cuando nombró a su propio candidato para la sede vacante de Dirraquio. Teodoro expulsó al obispo, y el sínodo epirota eligió a un amigo de Comateno, Constantino Cabasilas. Germano II ahora atacó a Teodoro directamente. En respuesta, Jorge Bardanes le mandó una carta en la que insistía en la autonomía eclesiástica epirota y cuestionaba la legalidad misma de las pretensiones de Germano II sobre el patriarcado. El resultado fue un cisma total entre las iglesias de Epiro y Nicea que perduró hasta 1232 o 1233.

### Expansión en Tracia

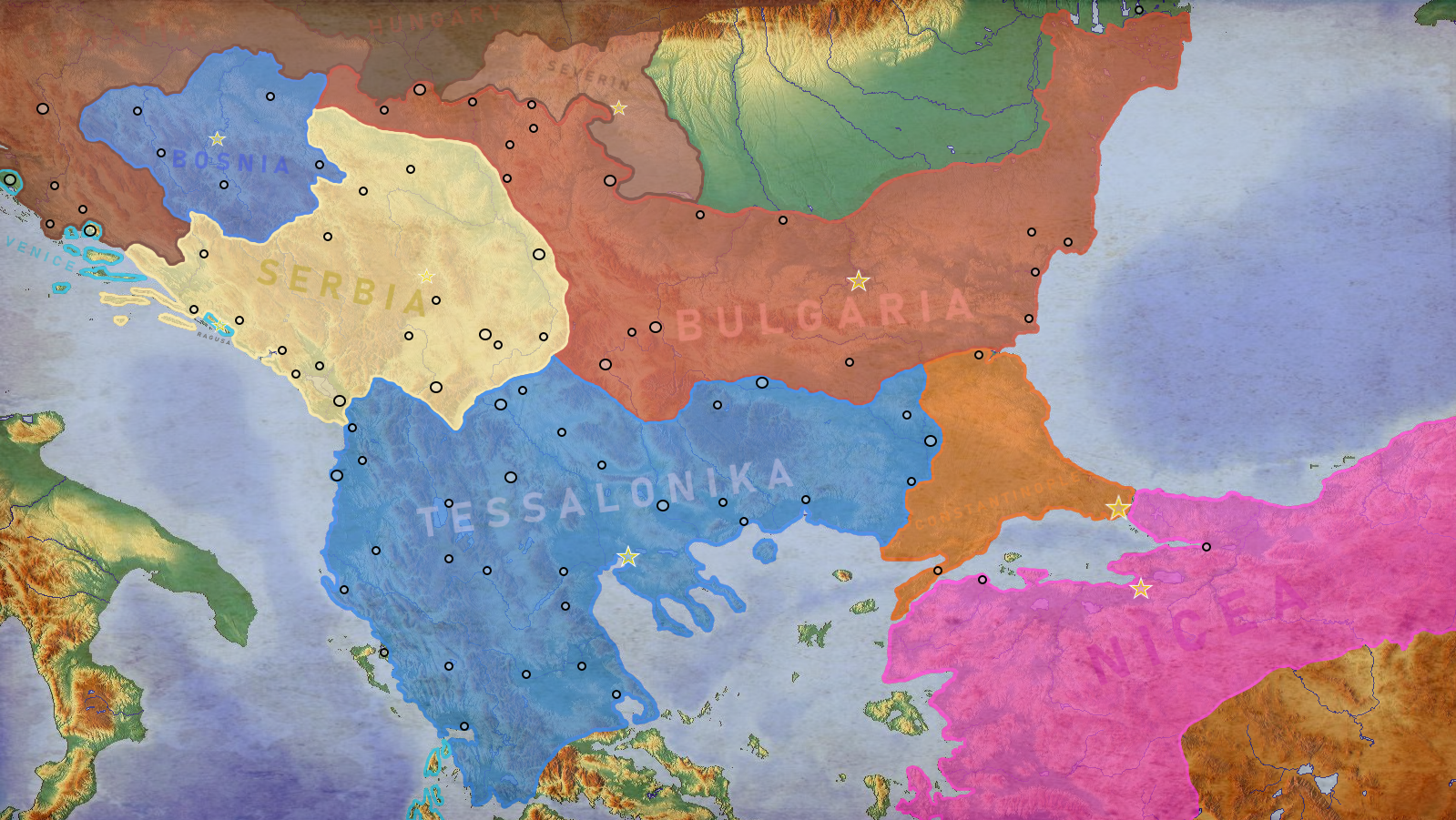
El Imperio de Tesalónica en su máxima expansión, c. 1230.

Después de la coronación, cuatro gobernantes reclamaron el título imperial y compitieron por el control de Constantinopla: Teodoro, el emperador latino, Roberto, Vatatzés y el joven, pero ambicioso Iván Asen II, zar de Bulgaria. El Imperio latino era una sombra de su fuerza anterior: después de Pemaneno, los latinos habían perdido la mayor parte de sus territorios en Asia, mientras que en Europa, pronto se redujo a los alrededores de la propia Constantinopla. Ya en 1224, o al menos en 1225, Teodoro capturó la Calcídica con el Monte Athos, y en la primavera de 1225, avanzó por el este de Macedonia y el oeste de Tracia, donde se apoderó de Cristópolis, Xánthi, Gracianópolis, Mosinópolis y Demótica. En un intento de adelantarse a este y bloquear su avance hacia Constantinopla, los nicenos habían respondido a la convocatoria de los habitantes de Adrianópolis y tomaron la ciudad de manos de los latinos. Sin embargo, Teodoro cruzó el río Evros y bloqueó la ciudad hasta que accedió a rendirse. Al ejército de Nicea, bajo el mando del protostrator Juan Ises y Juan Camitzes, se le permitió retirarse sin ser molestado a Asia con barcos proporcionados por los epirotas.
La captura de Adrianópolis abrió el camino a Constantinopla para Teodoro. Para asegurar su flanco norte, concluyó una alianza con Asen II, sellada por el matrimonio, segundo, de su hermano Manuel con María, hija ilegítima del zar. Al mismo tiempo, los latinos se dirigieron a Nicea y firmaron un tratado de paz a cambio de más concesiones territoriales. Este pacto también fue sellado por el matrimonio de Eudoxia, hija de Teodoro I Láscaris, con el barón latino Anselmo de Cayeux. En el mismo verano de 1225, Teodoro llevó a su ejército a los alrededores de Constantinopla, llegando a las ciudades de Bizie y Vrisis. Anselmo de Cayeux, al frente del ejército latino, resultó gravemente herido en los enfrentamientos, pero la propia capital no fue atacada. Los epirotas no solo no estaban preparados para un asedio contra las poderosas murallas teodosianas, sino que la noticia del desembarco de Guillermo VI en Tesalia lo obligó a interrumpir las operaciones y regresar al oeste.
Por razones que se desconocen, no renovó su ataque a Constantinopla en 1226 ni en los años posteriores. Parece haber centrado su atención más en los asuntos domésticos, mientras mejoraba sus relaciones con Federico II durante la escala de este último en Corfú y Cefalonia en el camino a la sexta cruzada en 1228. En 1229, incluso envió una compañía de tropas griegas para servir bajo el mando de Federico II en Italia. Al mismo tiempo, presidió una ruptura en las relaciones con Venecia, después de que su gobernador en Corfú secuestrara el cargamento de un barco veneciano naufragado. Teodoro emitió un edicto el 19 de agosto de 1228 prohibiendo a los comerciantes venecianos practicar el comercio en su reino. En enero del mismo año, murió Roberto de Courtenay, lo que dejó el trono del Imperio latino a su hermano de once años, Balduino II. Con una regencia que se hizo cargo del gobierno del Estado, el imperio se debilitó todavía más. En este momento, Asen II ofreció una alianza. Balduino II se casaría con su hija Helena, mientras que este se haría cargo de la regencia y prestaría su ayuda para repeler los ataques epirotas. Los barones latinos vieron la oferta con desconfianza, ya que ofrecería al zar todas las oportunidades para hacerse cargo de Constantinopla; en su lugar, entablaron negociaciones y eligieron como regente a Juan de Brienne, de ochenta años, pero enérgico. Aunque la oferta búlgara fracasó, sirvió para abrir una brecha entre Teodoro y su aliado nominal. En un movimiento claramente dirigido contra los búlgaros, en septiembre de 1228, acordó una tregua de un año con el regente del Imperio latino, Narjot de Toucy, con la frontera entre los dos imperios a lo largo de una línea que va de Eno a Vrisis.

## Klokotnitsa y prisionero de los búlgaros

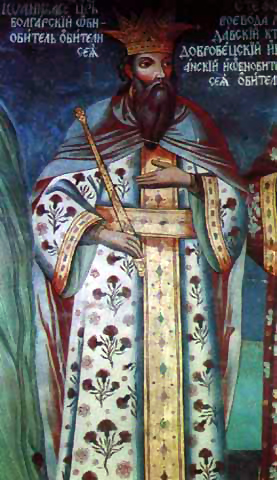
Descripción de Iván Asen II en el monasterio de Zografou.

Finalmente, a fines de 1229, Teodoro comenzó a reunir sus fuerzas en Tesalónica, incluido un contingente de tropas enviado por Federico II, para el proyectado ataque final a Constantinopla. Cuando sus tropas marcharon hacia el este en la primavera de 1230, inesperadamente desvió su ejército hacia el norte y siguió el valle del Evros hacia Bulgaria. Se debaten los motivos para este cambio repentino. Historiadores contemporáneos y posteriores como Acropolita denunciaron esto como un signo de su duplicidad y traición. Una sugerencia más probable es que Teodoro, hasta ahora invicto en la batalla, deseaba controlar el poder búlgaro y evitar la posibilidad de que lo atacaran por la retaguardia mientras se dedicaba a sitiar Constantinopla. Aunque cogido por sorpresa, Iván Asen II reaccionó rápidamente. Supuestamente colocó el texto del tratado roto en una de sus lanzas como estandarte, reunió a sus tropas y se enfrentó a los epirotas en batalla en marzo de 1230. La batalla de Klokotnitsa que siguió fue una victoria aplastante para el soberano búlgaro, que tomó al emperador y a muchos de sus oficiales cautivos.
Después de Klokotnitsa, Bulgaria emergió como la potencia más poderosa de los Balcanes. Privado de su enérgico gobernante, el Imperio de Teodoro se desmoronó: en pocos meses, Tracia, la mayor parte de Macedonia y Albania cayeron bajo el dominio búlgaro. Asen II se jactaba en una inscripción en la Iglesia de los Cuarenta Mártires en su capital de Tarnovo de haber «ocupado todo el país desde Adrianópolis hasta Dirraquio, que reunía a griegos, serbios y albaneses», aunque Dirraquio permaneció en manos griegas. El Ducado latino Filipópolis también fue anexado, y el principado de Alejo Eslavo en las Montañas Ródope se extinguió en el proceso, y Alejo pasó el resto de su vida en la corte del zar.
El hermano de Teodoro, Manuel, que logró escapar de Klokotnitsa, ahora asumió el trono en Tesalónica. Su dominio se redujo a los alrededores de la ciudad y los territorios centrales de su familia en Epiro y Tesalia, así como Dirraquio y Corfú, mientras que su hermano Constantino en Etolia y Acarnania reconoció su soberanía. Como yerno del zar, a Manuel se le permitió mantener la autonomía interna, pero a todos los efectos, era cliente del zar búlgaro. Aproximadamente al mismo tiempo, el hijo bastardo de Miguel I, Miguel II, regresó del exilio y rápidamente logró, quizás con el apoyo de la población local, tomar el control de Epiro. Manuel se vio obligado a reconocer el hecho consumado con el pretexto de que Miguel II reconoció su soberanía, en señal de que este le confirió el título de déspota. En realidad, Miguel era completamente independiente y muy pronto dejó de reconocer la soberanía de Manuel; en 1236, se había apoderado de Corfú. Con el fin de preservar cierta libertad de maniobra y contrarrestar los intentos del zar de subordinar la Iglesia epirota a la Iglesia búlgara de Tarnovo, se dirigió a los antiguos rivales de su hermano en Nicea y puso fin al cisma eclesiástico al reconocer la legitimidad y superioridad del patriarca de Nicea.
El propio Teodoro permaneció cautivo en Tarnovo durante siete años. En un principio fue tratado con honor, pero en algún momento durante su cautiverio fue acusado de conspirar contra Asen II y como resultado lo cegaron. Este era el castigo bizantino habitual por traición y los medios para dejar de lado a posibles rivales políticos. Según una carta contemporánea escrita en hebreo, el zar inicialmente ordenó a dos judíos que llevaran a cabo el castigo, porque Teodoro había estado persiguiendo a los judíos en su territorio y se apodero de sus riquezas para financiar sus campañas. El exemperador suplicó que lo perdonaran, y estos se negaron a cegarlo, por lo que el enfurecido zar los hizo arrojar desde un acantilado. Finalmente, en 1237 fue liberado cuando Asen II, que acaba de enviudar, se enamoró de la única hija soltera de Teodoro, Irene. Inmediatamente después del matrimonio, fue liberado y se le permitió partir de Tarnovo a donde quisiera.

## Retorno a Tesalónica y últimos años

### Recuperación de Tesalónica

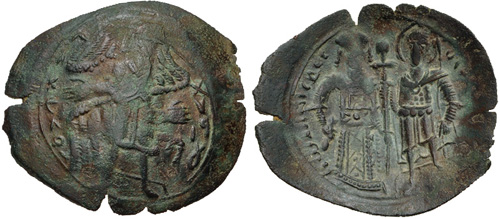
Trachy de vellón de Juan Comneno Ducas como emperador de Tesalónica.

Tan pronto como fue puesto en libertad, Teodoro regresó a Tesalónica. Al carecer de escolta o seguidores, se disfrazó de mendigo para entrar en la ciudad en secreto. Allí se puso en contacto con viejos partidarios y favoritos, y organizó una conspiración que pronto derrocó a Manuel y se apoderó de la ciudad. Como la costumbre bizantina le prohibía volver a asumir el cargo imperial debido a su ceguera, instaló a su hijo Juan Comneno Ducas como emperador, sin una ceremonia de coronación, pero siguió siendo el verdadero gobernante del imperio en nombre de su hijo. El propio Juan parece haber estado más interesado en la religión y más inclinado a entrar en un monasterio que a convertirse en emperador. Teodoro tuvo que persuadirlo de que ser nombrado emperador era un regalo de Dios, y que era de hecho el legítimo emperador de los romanos debido a su ascendencia imperial.
El depuesto Manuel fue enviado al exilio en Atalea en Asia Menor, mientras que a su esposa María se le permitió regresar con su padre. A pesar de las acciones de Teodoro y el derrocamiento de su hija y yerno, Acropolita informa que Iván Asen II se mantuvo favorablemente dispuesto hacia Teodoro debido a su apasionado amor por Irene. Manuel no permaneció quieto en el exilio; decidido a vengarse, desde Atalea se aseguró el paso a través de tierras turcas hasta Nicea. Allí Juan Vatatzés le dio la bienvenida y accedió a apoyarlo, no sin antes conseguir de Manuel juramentos de lealtad hacia sí mismo. Así, a principios de 1239, Manuel con seis barcos de Nicea zarpó hacia Grecia y desembarcó cerca de Demetríade en Tesalia. Recibió un amplio apoyo en la provincia, quizás incluso del gobernador local, Constantino Maliaseno, yerno de Miguel I, lo que le permitió formar un ejército y ocupar en poco tiempo Farsalo, Larisa y Platamon. Ante la opción de una guerra civil abierta, Manuel y Teodoro finalmente llegaron a un acuerdo cuando dividieron los territorios de Tesalónica entre ellos. Manuel renunció a su lealtad a Vatatzés y recibió Tesalia, Juan y Teodoro mantuvieron Tesalónica y las partes restantes de Macedonia tan al oeste como Vodena y Ostrovo, y Constantino fue confirmado en su apanage de Etolia y Acarnania. Para asegurar todavía más su posición, tanto Teodoro como Miguel II celebraron tratados con el poderoso príncipe de Acaya, Godofredo II de Villehardouin.

### Sumisión a Nicea
Miguel II en Epiro no formaba parte del acuerdo de los hermanos y continuó aplicando sus propias políticas independientemente de sus tíos. En 1241, cuando Manuel murió, se movilizó rápidamente para ocupar Tesalia. En junio del mismo año, murió Iván Asen II, lo que dejó el trono a su hijo Kalimán de siete años. Junto con la situación cada vez más deteriorada del Imperio latino, este desarrollo dejó a Juan Vatatzés de Nicea como el gobernante preeminente de la región y el candidato obvio para la captura de Constantinopla.
Antes de emprender cualquier movimiento contra Constantinopla, Vatatzés se dio cuenta de la necesidad de arreglar los asuntos con Tesalónica, y en particular con Teodoro, cuya ambición, capacidad y maquinaciones temía. En 1240 o 1241, por lo tanto, envió una invitación, con garantías de salvoconducto, a Teodoro para que visitara Nicea. Teodoro aceptó y fue tratado con grandes honores por Vatatzés, quien lo consideró su «tío» y cenó con él en la misma mesa. En realidad, Teodoro estaba prisionero en Nicea; no se le permitió salir, y durante su estancia en la corte, los preparativos estaban en pleno apogeo para una campaña contra Tesalónica. En la primavera de 1242, Vatatzés cruzó a Europa al frente de su ejército, con Teodoro acompañándolo como prisionero honorario. Sin encontrar resistencia, el ejército y la flota de Nicea llegaron ante Tesalónica. La guarnición y los habitantes de la ciudad resistieron con éxito y el ejército de Nicea, sin equipo pesado de asedio, tuvo que conformarse con un bloqueo prolongado. Pronto, sin embargo, llegaron noticias de una invasión mongola de Asia Menor, lo que obligó a Vatatzés a interrumpir la campaña y regresar a Nicea. Sin embargo, el emperador mantuvo esta noticia en secreto y envió a Teodoro a su hijo para negociar. Según los informes, el propio Juan estaba dispuesto a entregar la ciudad por completo, pero su padre lo convenció de que esperara mejores condiciones. Al final, después de 40 días de negociaciones, a Juan se le permitió mantener el control de Tesalónica, pero renunció a su título imperial y aceptó la soberanía de Nicea y el título de déspota. A Teodoro también se le permitió permanecer en Tesalónica al lado de su hijo.
Juan gobernó como déspota en Tesalónica durante dos años, hasta su muerte en 1244. El propio Teodoro se retiró a Vodena, desde donde supervisó los asuntos de estado. A la muerte de Juan, designó a su hijo menor Demetrio Ángelo Ducas en su lugar, y envió una embajada a Nicea para anunciar la sucesión, como correspondía a los términos de vasallaje acordados en 1242. Si Juan era un ascético religioso, Demetrio era un joven disoluto que disfrutaba de las fiestas con sus favoritas y de seducir a las mujeres casadas. Aunque Teodoro permaneció a cargo del gobierno, Demetrio rápidamente se volvió tan impopular que muchos ciudadanos destacados comenzaron a ver favorablemente el gobierno directo de Nicea.
Las cosas llegaron a un punto crítico en el otoño de 1246, cuando murió Kalimán de Bulgaria, lo que dejó el país en manos de una regencia para su hermano menor Miguel Asen. Vatatzés atacó rápidamente a Bulgaria y en tres meses capturó la mayor parte de Tracia y todo el este y norte de Macedonia, mientras que Miguel II también aprovechó la oportunidad para expandirse a Albania y el noroeste de Macedonia. Al final de esta campaña en noviembre, cuando Vatatzés estaba acampando en Mélnik, se le informó de una conspiración para deponer a Demetrio y entregarle Tesalónica a cambio de un crisóbula que garantizaba los derechos y privilegios tradicionales de la ciudad. Vatatzés fácilmente lo concedió y envió emisarios a Demetrio para que se presentara en persona en su campamento. Demetrio, sospechoso de las intenciones de Vatatzés, se negó y los nicenos marcharon sobre Tesalónica. Después de unos días, los conspiradores abrieron una de las puertas al ejército de Nicea y la ciudad fue rápidamente capturada. Demetrio fue capturado y exiliado a Lentiana en Bitinia, mientras que Tesalónica y toda Macedonia fueron puestas bajo el gobierno del gran doméstico Andrónico Paleólogo. El propio Teodoro, aislado y sin poder en su refugio en Vodena, aparentemente no se involucró en estos hechos.

### Últimas maniobras políticas y muerte
Con Tesalónica asegurada, Vatatzés se dirigió a Epiro y le ofreció a Miguel II una alianza matrimonial entre su primogénito, Nicéforo I Comneno Ducas, y su nieta María. La oferta fue aceptada con entusiasmo por su esposa, Teodora Petralifas, sobrina de la propia esposa de Teodoro, y la joven pareja se comprometió en Pegas. Miguel II, que no había abandonado las ambiciones de su familia, se mantuvo dudoso acerca de la alianza de Nicea, y Teodoro usó su influencia sobre su sobrino para ponerlo en su contra. Así, en la primavera de 1251, lanzó un ataque repentino contra Tesalónica. La ciudad resistió con éxito, y en la primavera del año siguiente, Vatatzés volvió a cruzar a Europa para realizar una campaña contra los Comneno Ducas. Los epirotas se dirigieron hacia el norte, donde capturaron Prilep y Veles, y cuando recibieron la noticia de la llegada de Vatatzés, se retiraron a Epiro vía Kastoriá. El emperador niceno sitió y capturó el bastión de Vodena, pero pronto se empantanó en escaramuzas en el área de Kastoriá. El estancamiento se rompió cuando dos generales epirotas, Juan Glabas y Teodoro Petralifas, desertaron a Nicea, seguido poco después por el gobernante de Kruja, Golem. Esto obligó a Miguel II a llegar a un acuerdo con Vatatzés al cederle las fortalezas que había capturado, así como sus posesiones restantes en Macedonia, y reconfirmó la alianza matrimonial con Nicea. Además, se exigió la entrega de Teodoro. Los embajadores epirotas se reunieron con el emperador niceno en Vodena, donde ofrecieron a Teodoro y al joven Nicéforo como rehenes. A este último se le concedió el título de déspota y pronto se le permitió regresar a Epiro, pero el primero fue trasladado como prisionero a Asia Menor. Murió poco después, alrededor de 1253.

## Evaluación
El biógrafo moderno de los Comneno, Konstantinos Varzos, describió a Teodoro como un «estadista enérgico, ingenioso y extremadamente ambicioso, que heredó de su antepasado Alejo I Comneno su resistencia y persistencia, pero no la inteligencia, diplomacia y capacidad de adaptación de este último». Varzos además señala que a pesar de su gran habilidad, su ambición por recuperar Constantinopla y su rivalidad irreconciliable con Nicea en realidad obstaculizó y retrasó la restauración del Imperio bizantino por varias décadas.
Su legado dejó una marca duradera en la cosmovisión política de los griegos occidentales: el bizantinista Donald Nicol señala que «el recuerdo de las victorias de Teodoro Ducas y de su título a la corona bizantina vivió en el norte de Grecia y en el corazón de sus descendientes durante los años venideros». Miguel II continuó la rivalidad de su tío con Nicea, lo que retrasó todavía más la recuperación de Constantinopla, e incluso después de la restauración del Imperio bizantino por Nicea en 1261, los gobernantes de Epiro continuarían desafiando al imperio revivido y defendieron su propio reclamo al trono bizantino.

## Antepasados y descendencia
| \| \| \| \| \| \| \| \| \| \| \| \| \| \| \| \| \| \| \| \| \| \| \| \| \| Irene Ducas \| Irene Ducas \| Irene Ducas \| Irene Ducas \| Irene Ducas \| Irene Ducas \| \| \| Alejo I Comneno \| Alejo I Comneno \| Alejo I Comneno \| Alejo I Comneno \| Alejo I Comneno \| Alejo I Comneno \| \| \| \| \| \| \| \| \| \| \| \| \| \| \| \| \| \| \| \| \| \| \| \| \| \| \| \| \| \| \| \| \| \| \| \| \| \| \| \| \| \| \| \| \| \| \| \| \| \| Irene Ducas \| Irene Ducas \| Irene Ducas \| Irene Ducas \| Irene Ducas \| Irene Ducas \| \| \| Alejo I Comneno \| Alejo I Comneno \| Alejo I Comneno \| Alejo I Comneno \| Alejo I Comneno \| Alejo I Comneno \| \| \| \| \| \| \| \| \| \| \| \| \| \| \| \| \| \| \| \| \| \| \| \| \| \| \| \| \| \| \| \| \| \| \| \| \| \| \| \| \| \| \| \| \| \| \| \| \| \| \| \| \| \| \| \| \| \| \| \| \| \| \| \| \| \| \| \| \| \| \| \| \| \| \| \| \| \| \| \| \| \| \| \| \| \| \| \| \| \| \| \| \| \| \| \| \| \| \| \| \| \| \| \| \| \| \| \| \| \| \| \| \| \| \| \| \| \| \| \| \| Teodora Comneno \| Teodora Comneno \| Teodora Comneno \| Teodora Comneno \| Teodora Comneno \| Teodora Comneno \| \| \| Constantino Ángelo \| Constantino Ángelo \| Constantino Ángelo \| Constantino Ángelo \| Constantino Ángelo \| Constantino Ángelo \| \| \| \| \| \| \| \| \| \| \| \| \| \| \| \| \| \| \| \| \| \| \| \| \| \| \| \| \| \| \| \| \| \| \| \| \| \| \| \| \| \| \| \| \| \| \| \| \| \| Teodora Comneno \| Teodora Comneno \| Teodora Comneno \| Teodora Comneno \| Teodora Comneno \| Teodora Comneno \| \| \| Constantino Ángelo \| Constantino Ángelo \| Constantino Ángelo \| Constantino Ángelo \| Constantino Ángelo \| Constantino Ángelo \| \| \| \| \| \| \| \| \| \| \| \| \| \| \| \| \| \| \| \| \| \| \| \| \| \| \| \| \| \| \| \| \| \| \| \| \| \| \| \| \| \| \| \| \| \| \| \| \| \| \| \| \| \| \| \| \| \| \| \| \| \| \| \| \| \| \| \| \| \| \| \| \| \| \| \| \| \| \| \| \| \| \| \| \| \| \| \| \| \| \| \| \| \| \| \| \| \| \| \| \| \| \| \| \| \| \| \| \| \| \| \| \| \| \| \| \| \| \| \| \| \| \| \| \| \| \| \| \| \| \| \| \| \| \| \| \| \| \| \| \| \| \| \| Juan Ducas \| Juan Ducas \| Juan Ducas \| Juan Ducas \| Juan Ducas \| Juan Ducas \| \| \| Zoe Ducas \| Zoe Ducas \| Zoe Ducas \| Zoe Ducas \| Zoe Ducas \| Zoe Ducas \| \| \| \| \| \| \| \| \| \| \| \| \| \| \| \| \| \| \| \| \| \| \| \| \| \| \| Andrónico Ángelo \| Andrónico Ángelo \| Andrónico Ángelo \| Andrónico Ángelo \| Andrónico Ángelo \| Andrónico Ángelo \| \| \| \| \| \| \| \| \| \| \| Isaac Ángelo Ducas \| Isaac Ángelo Ducas \| Isaac Ángelo Ducas \| Isaac Ángelo Ducas \| Isaac Ángelo Ducas \| Isaac Ángelo Ducas \| \| Juan Ducas \| Juan Ducas \| Juan Ducas \| Juan Ducas \| Juan Ducas \| Juan Ducas \| \| \| Zoe Ducas \| Zoe Ducas \| Zoe Ducas \| Zoe Ducas \| Zoe Ducas \| Zoe Ducas \| \| \| \| \| \| \| \| \| \| \| \| \| \| \| \| \| \| \| \| \| \| \| \| \| \| \| Andrónico Ángelo \| Andrónico Ángelo \| Andrónico Ángelo \| Andrónico Ángelo \| Andrónico Ángelo \| Andrónico Ángelo \| \| \| \| \| \| \| \| \| \| \| Isaac Ángelo Ducas \| Isaac Ángelo Ducas \| Isaac Ángelo Ducas \| Isaac Ángelo Ducas \| Isaac Ángelo Ducas \| Isaac Ángelo Ducas \| \| \| \| \| \| \| \| \| \| \| \| \| \| \| \| \| \| \| \| \| \| \| \| \| \| \| \| \| \| \| \| \| \| \| \| \| \| \| \| \| \| \| \| \| \| \| \| \| \| \| \| \| \| \| \| \| \| \| \| \| \| \| \| \| \| \| \| \| \| \| \| \| \| \| \| \| \| \| \| \| \| \| \| \| \| \| \| \| \| \| \| \| \| \| \| \| \| \| \| \| \| \| \| \| \| \| \| \| \| \| \| \| \| \| \| \| \| \| \| \| \| \| \| \| \| \| \| (ileg.) Miguel I Comneno Ducas \| (ileg.) Miguel I Comneno Ducas \| (ileg.) Miguel I Comneno Ducas \| (ileg.) Miguel I Comneno Ducas \| (ileg.) Miguel I Comneno Ducas \| (ileg.) Miguel I Comneno Ducas \| \| \| Constantino Comneno Ducas \| Constantino Comneno Ducas \| Constantino Comneno Ducas \| Constantino Comneno Ducas \| Constantino Comneno Ducas \| Constantino Comneno Ducas \| \| \| Teodoro Comneno Ducas \| Teodoro Comneno Ducas \| Teodoro Comneno Ducas \| Teodoro Comneno Ducas \| Teodoro Comneno Ducas \| Teodoro Comneno Ducas \| \| \| Manuel Comneno Ducas \| Manuel Comneno Ducas \| Manuel Comneno Ducas \| Manuel Comneno Ducas \| Manuel Comneno Ducas \| Manuel Comneno Ducas \| \| \| Constantino Comneno Ángelo \| Constantino Comneno Ángelo \| Constantino Comneno Ángelo \| Constantino Comneno Ángelo \| Constantino Comneno Ángelo \| Constantino Comneno Ángelo \| \| \| Alejo III Ángelo \| Alejo III Ángelo \| Alejo III Ángelo \| Alejo III Ángelo \| Alejo III Ángelo \| Alejo III Ángelo \| \| \| Isaac II Ángelo \| Isaac II Ángelo \| Isaac II Ángelo \| Isaac II Ángelo \| Isaac II Ángelo \| Isaac II Ángelo \| \| \| Constantino Ángelo Ducas \| Constantino Ángelo Ducas \| Constantino Ángelo Ducas \| Constantino Ángelo Ducas \| Constantino Ángelo Ducas \| Constantino Ángelo Ducas \| |                                |                                |                                |                                |                                |  |  |                           |                           |                           |                           |                           |                           |  |  |                       |                       |                       |                       |                       |                       |  |  |                      |                      |                      |                      |                      |                      |  |  |                            |                            |                            |                            |                            |                            |  |  |                    |                    |                    |                    |                    |                    |  |  |                 |                 |                 |                 |                 |                 |  |  |                          |                          |                          |                          |                          |                          |
| |                                |                                |                                |                                |                                |  |  |                           |                           |                           |                           |                           |                           |  |  |                       |                       |                       |                       |                       |                       |  |  | Irene Ducas          | Irene Ducas          | Irene Ducas          | Irene Ducas          | Irene Ducas          | Irene Ducas          |  |  | Alejo I Comneno            | Alejo I Comneno            | Alejo I Comneno            | Alejo I Comneno            | Alejo I Comneno            | Alejo I Comneno            |  |  |                    |                    |                    |                    |                    |                    |  |  |                 |                 |                 |                 |                 |                 |  |  |                          |                          |                          |                          |                          |                          |
| |                                |                                |                                |                                |                                |  |  |                           |                           |                           |                           |                           |                           |  |  |                       |                       |                       |                       |                       |                       |  |  | Irene Ducas          | Irene Ducas          | Irene Ducas          | Irene Ducas          | Irene Ducas          | Irene Ducas          |  |  | Alejo I Comneno            | Alejo I Comneno            | Alejo I Comneno            | Alejo I Comneno            | Alejo I Comneno            | Alejo I Comneno            |  |  |                    |                    |                    |                    |                    |                    |  |  |                 |                 |                 |                 |                 |                 |  |  |                          |                          |                          |                          |                          |                          |
| |                                |                                |                                |                                |                                |  |  |                           |                           |                           |                           |                           |                           |  |  |                       |                       |                       |                       |                       |                       |  |  |                      |                      |                      |                      |                      |                      |  |  |                            |                            |                            |                            |                            |                            |  |  |                    |                    |                    |                    |                    |                    |  |  |                 |                 |                 |                 |                 |                 |  |  |                          |                          |                          |                          |                          |                          |
| |                                |                                |                                |                                |                                |  |  |                           |                           |                           |                           |                           |                           |  |  |                       |                       |                       |                       |                       |                       |  |  |                      |                      |                      |                      |                      |                      |  |  | Teodora Comneno            | Teodora Comneno            | Teodora Comneno            | Teodora Comneno            | Teodora Comneno            | Teodora Comneno            |  |  | Constantino Ángelo | Constantino Ángelo | Constantino Ángelo | Constantino Ángelo | Constantino Ángelo | Constantino Ángelo |  |  |                 |                 |                 |                 |                 |                 |  |  |                          |                          |                          |                          |                          |                          |
| |                                |                                |                                |                                |                                |  |  |                           |                           |                           |                           |                           |                           |  |  |                       |                       |                       |                       |                       |                       |  |  |                      |                      |                      |                      |                      |                      |  |  | Teodora Comneno            | Teodora Comneno            | Teodora Comneno            | Teodora Comneno            | Teodora Comneno            | Teodora Comneno            |  |  | Constantino Ángelo | Constantino Ángelo | Constantino Ángelo | Constantino Ángelo | Constantino Ángelo | Constantino Ángelo |  |  |                 |                 |                 |                 |                 |                 |  |  |                          |                          |                          |                          |                          |                          |
| |                                |                                |                                |                                |                                |  |  |                           |                           |                           |                           |                           |                           |  |  |                       |                       |                       |                       |                       |                       |  |  |                      |                      |                      |                      |                      |                      |  |  |                            |                            |                            |                            |                            |                            |  |  |                    |                    |                    |                    |                    |                    |  |  |                 |                 |                 |                 |                 |                 |  |  |                          |                          |                          |                          |                          |                          |
| |                                |                                |                                |                                |                                |  |  |                           |                           |                           |                           |                           |                           |  |  |                       |                       |                       |                       |                       |                       |  |  |                      |                      |                      |                      |                      |                      |  |  |                            |                            |                            |                            |                            |                            |  |  |                    |                    |                    |                    |                    |                    |  |  |                 |                 |                 |                 |                 |                 |  |  |                          |                          |                          |                          |                          |                          |
| Juan Ducas | Juan Ducas                     | Juan Ducas                     | Juan Ducas                     | Juan Ducas                     | Juan Ducas                     |  |  | Zoe Ducas                 | Zoe Ducas                 | Zoe Ducas                 | Zoe Ducas                 | Zoe Ducas                 | Zoe Ducas                 |  |  |                       |                       |                       |                       |                       |                       |  |  |                      |                      |                      |                      |                      |                      |  |  |                            |                            |                            |                            |                            |                            |  |  | Andrónico Ángelo   | Andrónico Ángelo   | Andrónico Ángelo   | Andrónico Ángelo   | Andrónico Ángelo   | Andrónico Ángelo   |  |  |                 |                 |                 |                 |                 |                 |  |  | Isaac Ángelo Ducas       | Isaac Ángelo Ducas       | Isaac Ángelo Ducas       | Isaac Ángelo Ducas       | Isaac Ángelo Ducas       | Isaac Ángelo Ducas       |
| Juan Ducas | Juan Ducas                     | Juan Ducas                     | Juan Ducas                     | Juan Ducas                     | Juan Ducas                     |  |  | Zoe Ducas                 | Zoe Ducas                 | Zoe Ducas                 | Zoe Ducas                 | Zoe Ducas                 | Zoe Ducas                 |  |  |                       |                       |                       |                       |                       |                       |  |  |                      |                      |                      |                      |                      |                      |  |  |                            |                            |                            |                            |                            |                            |  |  | Andrónico Ángelo   | Andrónico Ángelo   | Andrónico Ángelo   | Andrónico Ángelo   | Andrónico Ángelo   | Andrónico Ángelo   |  |  |                 |                 |                 |                 |                 |                 |  |  | Isaac Ángelo Ducas       | Isaac Ángelo Ducas       | Isaac Ángelo Ducas       | Isaac Ángelo Ducas       | Isaac Ángelo Ducas       | Isaac Ángelo Ducas       |
| |                                |                                |                                |                                |                                |  |  |                           |                           |                           |                           |                           |                           |  |  |                       |                       |                       |                       |                       |                       |  |  |                      |                      |                      |                      |                      |                      |  |  |                            |                            |                            |                            |                            |                            |  |  |                    |                    |                    |                    |                    |                    |  |  |                 |                 |                 |                 |                 |                 |  |  |                          |                          |                          |                          |                          |                          |
| |                                |                                |                                |                                |                                |  |  |                           |                           |                           |                           |                           |                           |  |  |                       |                       |                       |                       |                       |                       |  |  |                      |                      |                      |                      |                      |                      |  |  |                            |                            |                            |                            |                            |                            |  |  |                    |                    |                    |                    |                    |                    |  |  |                 |                 |                 |                 |                 |                 |  |  |                          |                          |                          |                          |                          |                          |
| (ileg.) Miguel I Comneno Ducas | (ileg.) Miguel I Comneno Ducas | (ileg.) Miguel I Comneno Ducas | (ileg.) Miguel I Comneno Ducas | (ileg.) Miguel I Comneno Ducas | (ileg.) Miguel I Comneno Ducas |  |  | Constantino Comneno Ducas | Constantino Comneno Ducas | Constantino Comneno Ducas | Constantino Comneno Ducas | Constantino Comneno Ducas | Constantino Comneno Ducas |  |  | Teodoro Comneno Ducas | Teodoro Comneno Ducas | Teodoro Comneno Ducas | Teodoro Comneno Ducas | Teodoro Comneno Ducas | Teodoro Comneno Ducas |  |  | Manuel Comneno Ducas | Manuel Comneno Ducas | Manuel Comneno Ducas | Manuel Comneno Ducas | Manuel Comneno Ducas | Manuel Comneno Ducas |  |  | Constantino Comneno Ángelo | Constantino Comneno Ángelo | Constantino Comneno Ángelo | Constantino Comneno Ángelo | Constantino Comneno Ángelo | Constantino Comneno Ángelo |  |  | Alejo III Ángelo   | Alejo III Ángelo   | Alejo III Ángelo   | Alejo III Ángelo   | Alejo III Ángelo   | Alejo III Ángelo   |  |  | Isaac II Ángelo | Isaac II Ángelo | Isaac II Ángelo | Isaac II Ángelo | Isaac II Ángelo | Isaac II Ángelo |  |  | Constantino Ángelo Ducas | Constantino Ángelo Ducas | Constantino Ángelo Ducas | Constantino Ángelo Ducas | Constantino Ángelo Ducas | Constantino Ángelo Ducas |

Con su esposa María Petralifas, Teodoro tuvo cuatro hijos:
- Ana Ángelo Comneno Ducas, quien se casó con el rey Esteban Radoslav de Serbia
- Juan Comneno Ducas, quien se convirtió en emperador de Tesalónica en 1237
- Irene Comneno Ducas, quien se casó con Iván Asen II
- Demetrio Ángelo Ducas, quien sucedió como gobernante de Tesalónica en 1244

## Lectura adicional
- Bredenkamp, François (1996). The Byzantine Empire of Thessaloniki (1224–1242) (en inglés). Salónica: Thessaloniki History Center. ISBN 978-960-8433-17-5.
- Fundic, Leonela (2013). «Art and Political Ideology in the State of Epiros During the Reign of Theodore Doukas (r. 1215–1230)». Byzantina Symmeikta (en inglés) 23: 217-250. doi:10.12681/byzsym.1100.
- Stavridou-Zafraka, Alkmini (1999). «The Empire of Thessaloniki (1224–1242). Political Ideology and Reality». Vyzantiaka (en inglés) 19: 211-222.
- Stoyanov, Aleksandar (13 de febrero de 2019). «Съдбата на Теодор Комнин след Клокотница». Българска история (en búlgaro).

- Datos: Q371668
- Multimedia: Theodore Komnenos Doukas / Q371668